# Miljkovac (miasto Nisz)
Miljkovac (cyr. Миљковац) – wieś w Serbii, w okręgu niszawskim, w mieście Nisz. W 2011 roku liczyła 182 mieszkańców.